# Cribronodosaria
Cribronodosaria, en ocasiones erróneamente denominado Cribonodosaria, es un género de foraminífero bentónico de la familia Chrysalogoniidae, de la superfamilia Nodosarioidea, del suborden Lagenina y del orden Lagenida. Su especie-tipo es Cribronodosaria africana. Su rango cronoestratigráfico abarca el Maastrichtiense (Cretácico superior).

## Discusión
Clasificaciones previas incluían Cribronodosaria en la subfamilia Nodosariinae de la familia Nodosariidae. Clasificaciones más modernas consideran Cribronodosaria un sinónimo posterior de Chrysalogonium.

## Clasificación
Cribronodosaria incluye a las siguientes especies:
- Cribronodosaria africana, también considerado como Chrysalogonium africanum